# مانوج باجباي
مانوج باجباي (من مواليد 23 أبريل 1969)هو ممثل هندي معروف بلعبه ادوار غريبة وغير تقليدية.اشتهر في دور له في فيلم رام جوبال فارما ساتيا عام 1998

## حياته
ولد مانوج باجباي في قرية صغيرة في شامباران الغربية في مقاطعة بيهار

## وصلات خارجية
- مانوج باجباي على موقع IMDb (الإنجليزية)
- مانوج باجباي على موقع روتن توميتوز (الإنجليزية)
- مانوج باجباي على موقع ألو سيني (الفرنسية)
- مانوج باجباي على موقع ميوزك برينز (الإنجليزية)
- مانوج باجباي على موقع أول موفي (الإنجليزية)
- مانوج باجباي على موقع قاعدة بيانات الأفلام السويدية (السويدية)
- مانوج باجباي على موقع قاعدة بيانات الفيلم (الإنجليزية)
- مانوج باجباي على موقع كينوبويسك (الروسية)